# 꿈의 문
꿈의 문(ユメノトビラ 유메노토비라[*])는 일본의 여성 아이돌 그룹 μ's의 싱글로, 텔레비전 애니메이션 《러브 라이브!》 2기 의 삽입곡이다. 2014년 5월 28일에 란티스를 통해 발매되었다.

## 개요
수록곡 중 〈꿈의 문〉은 텔레비전 애니메이션 《러브 라이브!》의 제2기 3화의 삽입곡으로 사용되었다.

## 수록곡
| #            | 제목                              | 재생 시간 |
| ------------ | --------------------------------- | --------- |
| 1.           | 〈ユメノトビラ (꿈의 문)〉        | 4:52      |
| 2.           | 〈SENTIMENTAL StepS〉             | 4:02      |
| 3.           | 〈ユメノトビラ〉 (Off Vocal)      | 4:52      |
| 4.           | 〈SENTIMENTAL StepS〉 (Off Vocal) | 4:02      |
| 총 재생 시간 | 총 재생 시간                      | 17:48     |